# Gare de Berlin Gesundbrunnen
La gare de Berlin Gesundbrunnen est l'une des cinq grandes gares berlinoises reliant différents moyens de transport ferroviaires des lignes nationales (Intercity-Express, Intercity / EuroCity), des lignes régionales (Interregio-Express, Regional-Express, Regionalbahn) et du S-Bahn. Elle est le pôle d'échanges septentrional de la ville (donc appelée parfois Nordkreuz, « croisement du nord »), située dans le quartier de Gesundbrunnen au carrefour des lignes ferroviaires de Berlin à Szczecin et de Berlin à Stralsund avec la ceinture périphérique du Ringbahn. 
La gare a été ouverte avec l'inauguration du Ringbahn en 1872. Depuis la fin des années 1990, elle a été entièrement rebâtie ; elle a été remise en service le 28 mai 2006. Les trains grandes lignes arrivant à Berlin du nord y passent et environ 130 000 passagers y transitent quotidiennement. La station est également reliée au métro de Berlin et au réseau de bus.

## Service des voyageurs

### Grandes lignes
| Ligne  | Villes étapes |
| ------ | --- |
| ICE 10 | Berlin Gesundbrunnen – Gare centrale de Berlin – Berlin-Spandau – Hanovre – Hamm – Dortmund – Duisbourg – Düsseldorf (– Cologne Messe/Deutz – Aéroport de Cologne/Bonn)                                                               |
| ICE 11 | Berlin Gesundbrunnen – Gare centrale de Berlin – Wittemberg – Leipzig – Erfurt – Eisenach – Fulda – Francfort-sur-le-Main – Mannheim – Stuttgart – Ulm – Augsbourg – Munich                                                           |
| ICE 15 | (Binz – Stralsund – Greifswald – Eberswalde –) Berlin Gesundbrunnen – Gare centrale de Berlin – Halle-sur-Saale – Erfurt – Francfort-sur-le-Main                                                                                      |
| ICE 18 | Berlin Gesundbrunnen – Gare centrale de Berlin – Bitterfeld – Halle-sur-Saale – Erfurt – Erlangen – Nuremberg – Donauwörth – Augsbourg – Munich                                                                                       |
| ICE 28 | (Warnemünde – Rostock – Neustrelitz –) Berlin Gesundbrunnen – Gare centrale de Berlin – Wittemberg – Bitterfeld – Leipzig – Erfurt – Bamberg – Nuremberg – Ingolstadt – Munich                                                        |
| ICE 29 | Berlin Gesundbrunnen – Gare centrale de Berlin – Halle-sur-Saale – Erfurt – Nuremberg – Munich |
| EC 27  | Bratislava – Prague-Holešovice – Dresde – Gare centrale de Berlin – Berlin Gesundbrunnen – Eberswalde – Stralsund – Binz |
| IC 32  | Cologne – Düsseldorf – Essen – Bochum – Dortmund – Hamm – Bielefeld – Hanovre – Wolfsbourg – Berlin-Spandau – Berlin Gesundbrunnen – Eberswalde – Prenzlau – Züssow – Stralsund – Binz / – Züssow – Wolgast – Zinnowitz – Heringsdorf |

### Lignes régionales
| Ligne | Villes étapes                                                                                               | Villes étapes                                                                                               | Villes étapes                                                                                               |
| ----- | --- | --- | --- |
| RE3   | Elsterwerda – Jüterbog – Ludwigsfelde – Berlin Gesundbrunnen – Eberswalde – Angermünde –                    | Elsterwerda – Jüterbog – Ludwigsfelde – Berlin Gesundbrunnen – Eberswalde – Angermünde –                    | Prenzlau – Greifswald – Stralsund                                                                           |
| RE3   | Elsterwerda – Jüterbog – Ludwigsfelde – Berlin Gesundbrunnen – Eberswalde – Angermünde –                    | Elsterwerda – Jüterbog – Ludwigsfelde – Berlin Gesundbrunnen – Eberswalde – Angermünde –                    | Schwedt/Oder                                                                                                |
| RE5   | Wittemberg –                                                                                                | Jüterbog – Ludwigsfelde – Berlin Gesundbrunnen – Oranienbourg – Neustrelitz –                               | Güstrow – Rostock                                                                                           |
| RE5   | Falkenberg-sur-Elster –                                                                                     | Jüterbog – Ludwigsfelde – Berlin Gesundbrunnen – Oranienbourg – Neustrelitz –                               | Neubrandenbourg – Stralsund                                                                                 |
| RE6   | Berlin Gesundbrunnen – Berlin-Spandau – Hennigsdorf – Neuruppin – Wittstock/Dosse – Pritzwalk – Wittenberge | Berlin Gesundbrunnen – Berlin-Spandau – Hennigsdorf – Neuruppin – Wittstock/Dosse – Pritzwalk – Wittenberge | Berlin Gesundbrunnen – Berlin-Spandau – Hennigsdorf – Neuruppin – Wittstock/Dosse – Pritzwalk – Wittenberge |
| RB27  | Berlin Gesundbrunnen – Schönerlinde – Schönwalde – Basdorf – Klosterfelde                                   | Berlin Gesundbrunnen – Schönerlinde – Schönwalde – Basdorf – Klosterfelde                                   | Berlin Gesundbrunnen – Schönerlinde – Schönwalde – Basdorf – Klosterfelde                                   |
| RB54  | Berlin-Lichtenberg – Berlin Gesundbrunnen – Oranienbourg – Löwenberg – Herzberg (Mark) – Rheinsberg         | Berlin-Lichtenberg – Berlin Gesundbrunnen – Oranienbourg – Löwenberg – Herzberg (Mark) – Rheinsberg         | Berlin-Lichtenberg – Berlin Gesundbrunnen – Oranienbourg – Löwenberg – Herzberg (Mark) – Rheinsberg         |
| RB66  | Berlin Gesundbrunnen – Bernau – Eberswalde – Angermünde – Szczecin Główny                                   | Berlin Gesundbrunnen – Bernau – Eberswalde – Angermünde – Szczecin Główny                                   | Berlin Gesundbrunnen – Bernau – Eberswalde – Angermünde – Szczecin Główny                                   |

## Intermodalité

### Métro
La gare est desservie par la ligne 8 à la station de Gesundbrunnen, mise en service le 18 avril 1930, qui est située profondément au-dessous des voies du Ringbahn. 

### Bus
La gare est aussi desservie par la ligne  247 du réseau de bus.

## Galerie de photographies

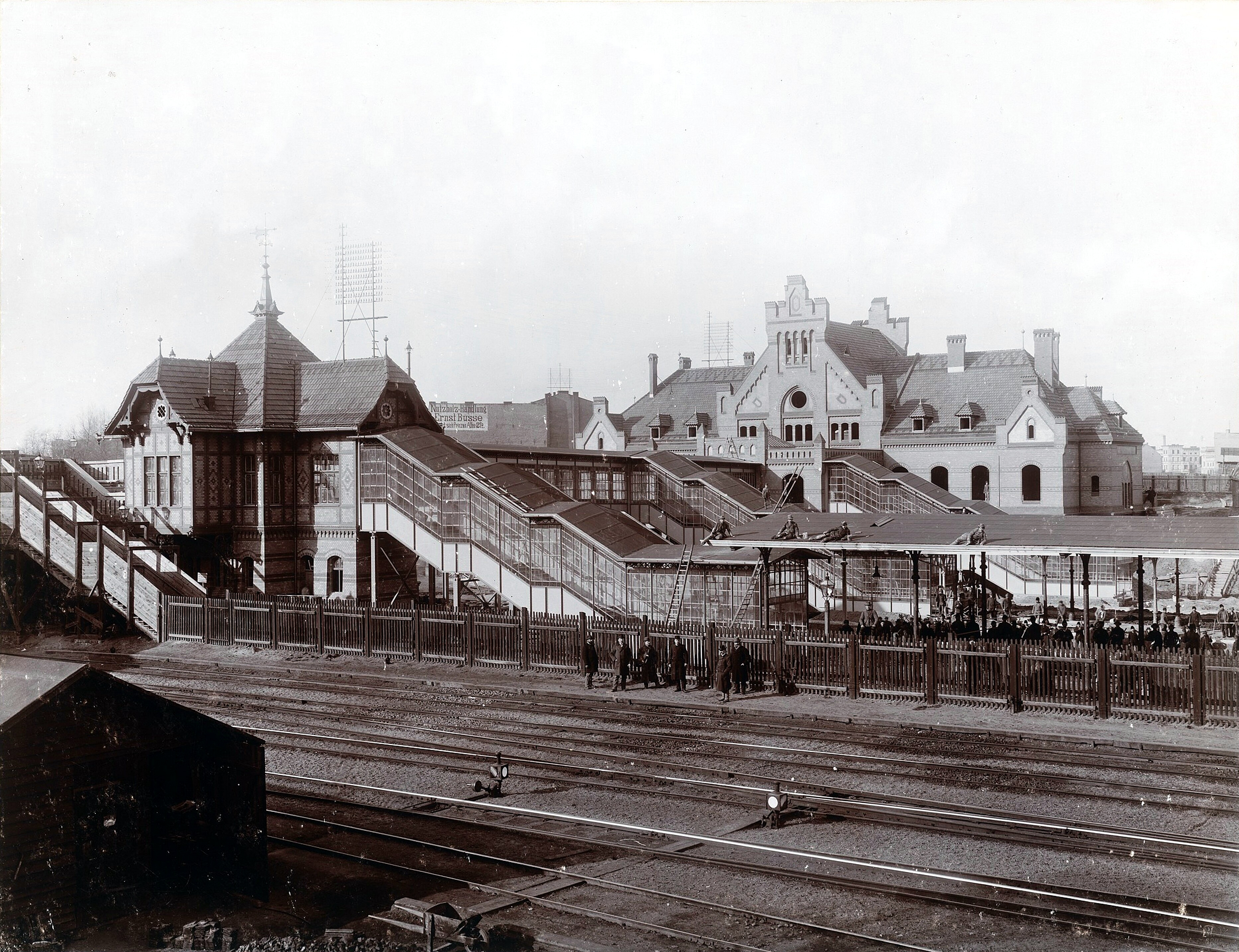
La gare en 1898
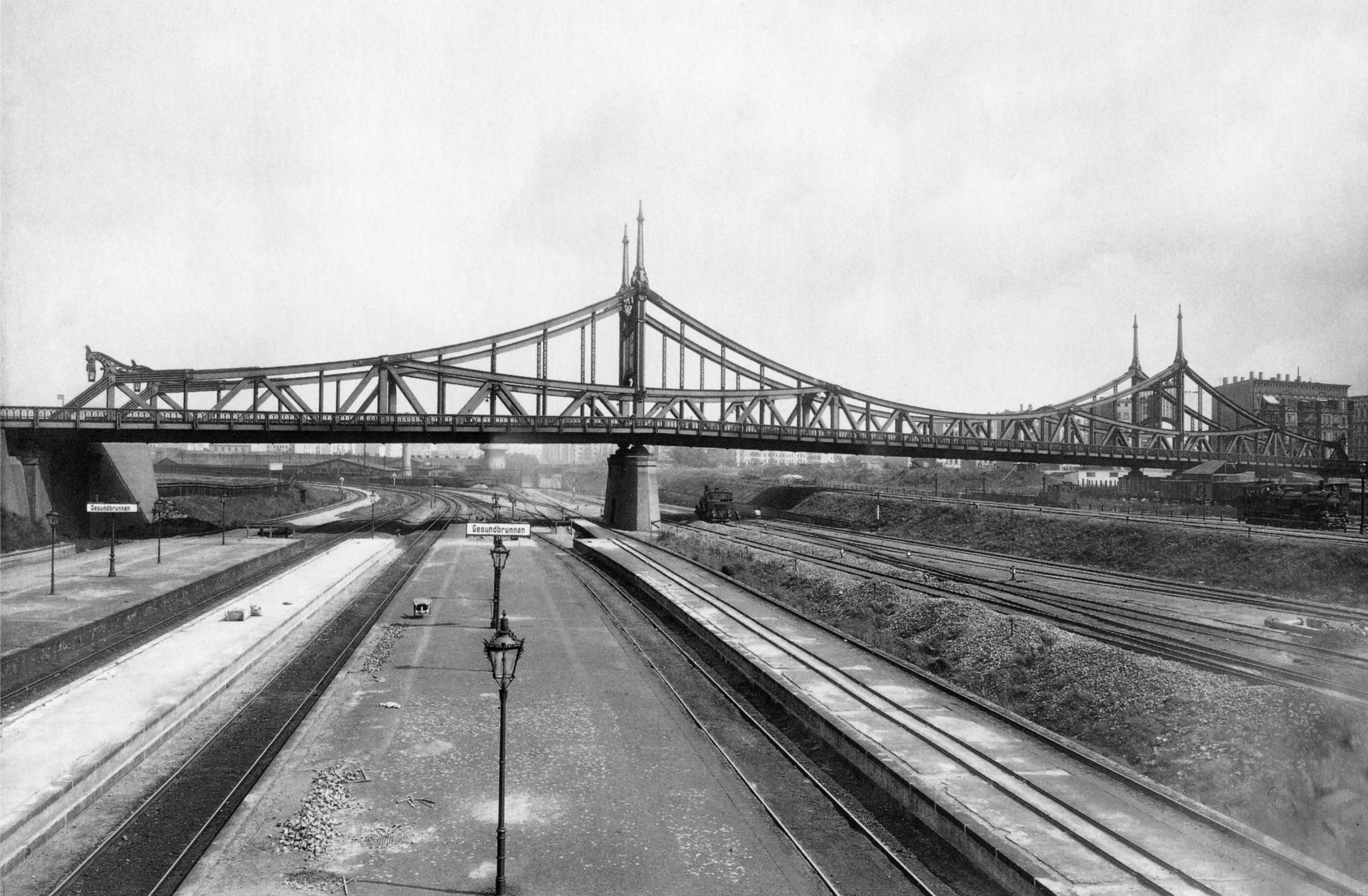
Le Swinemünder Brücke, en 1906
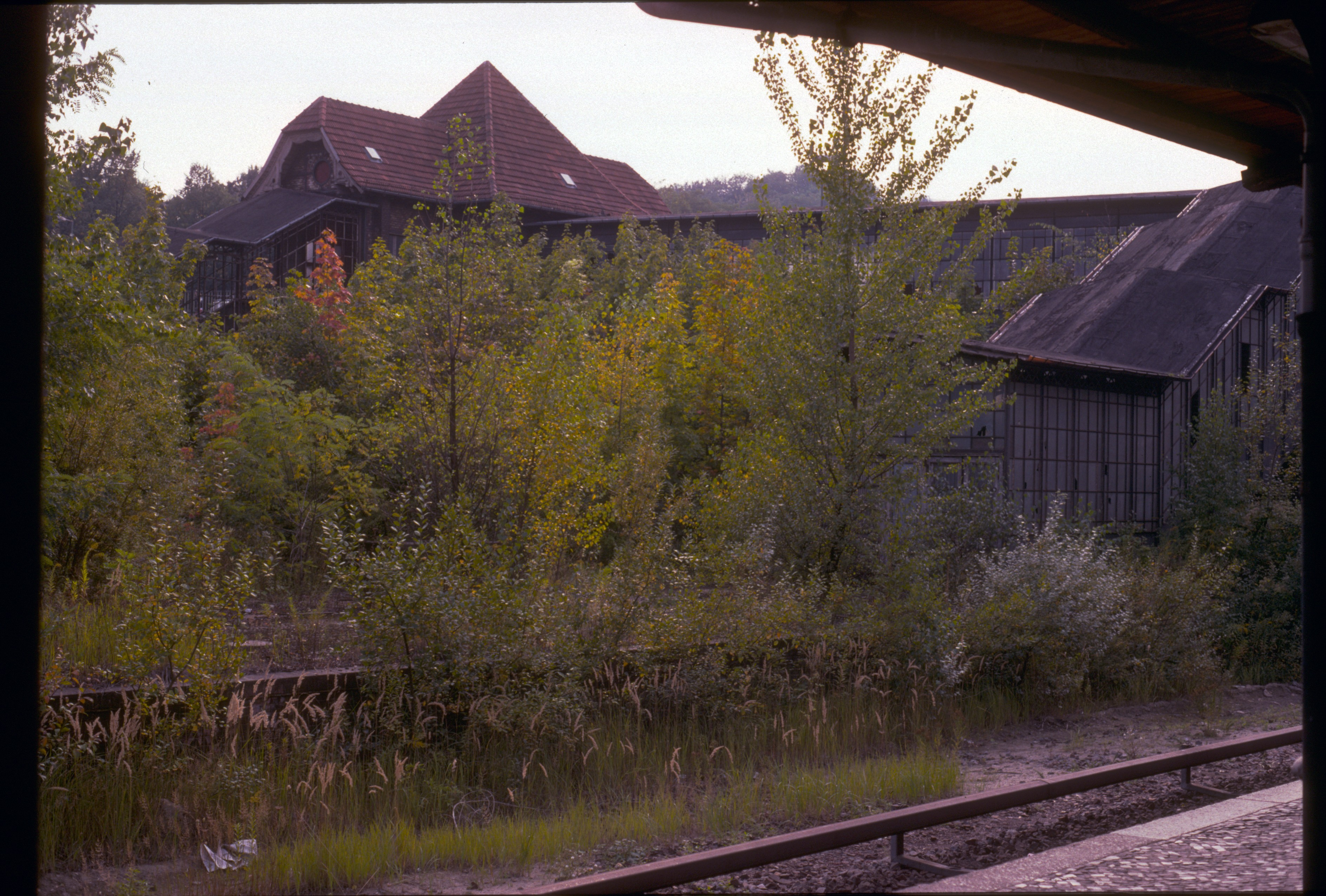
La gare en 1992
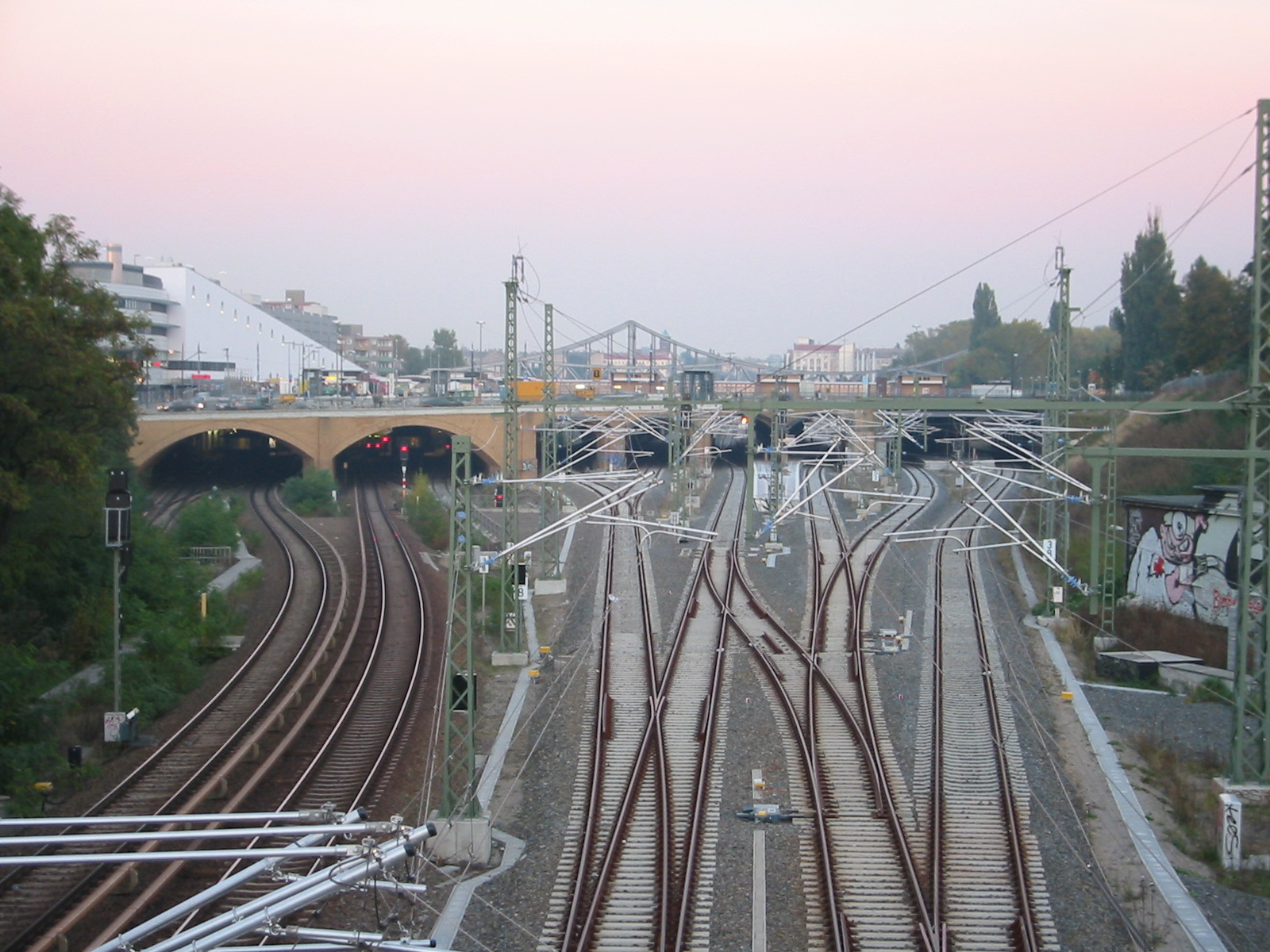
Les voies en 2005 depuis l'ouest
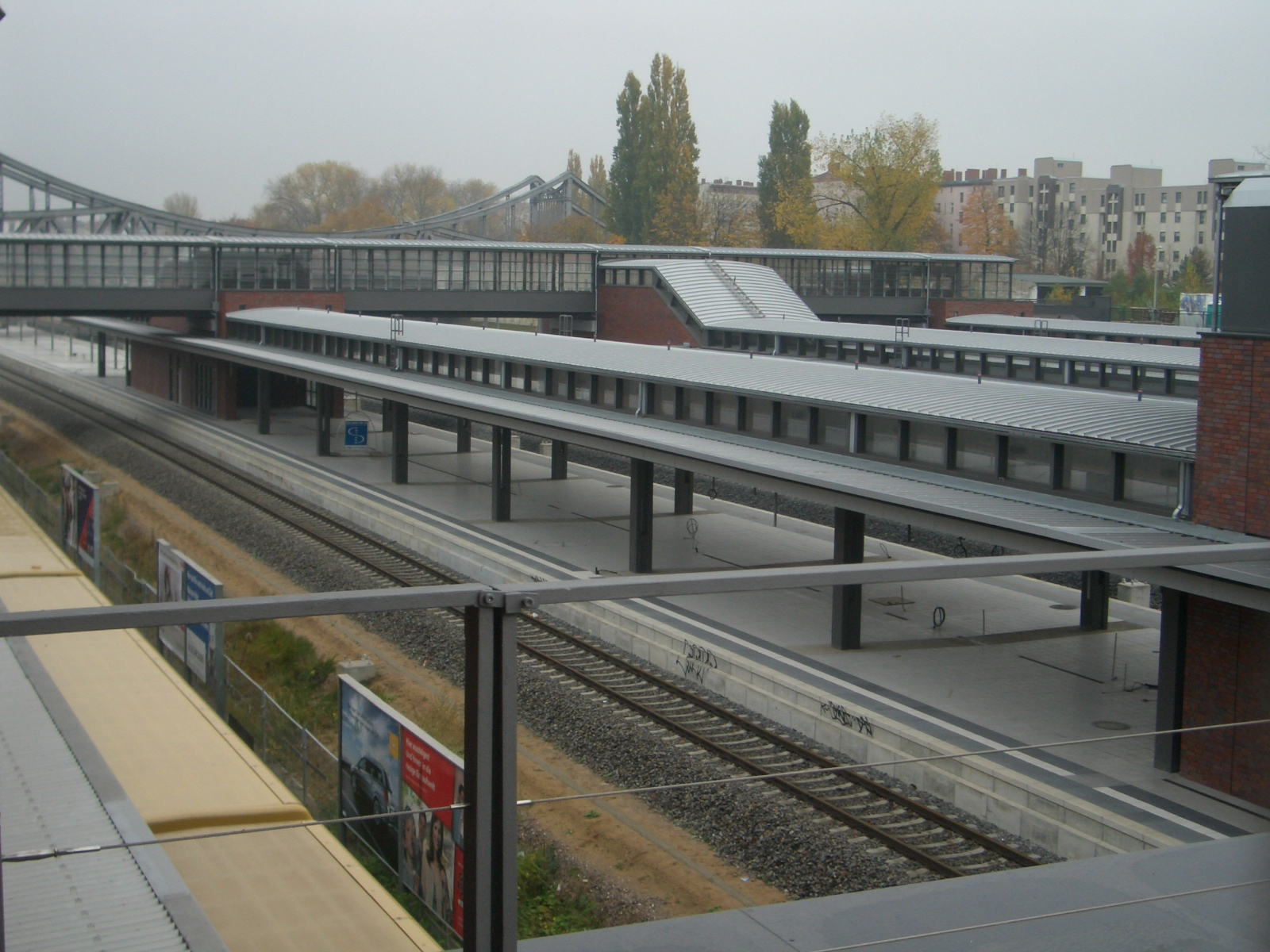
Quai C des trains longues distances en 2004
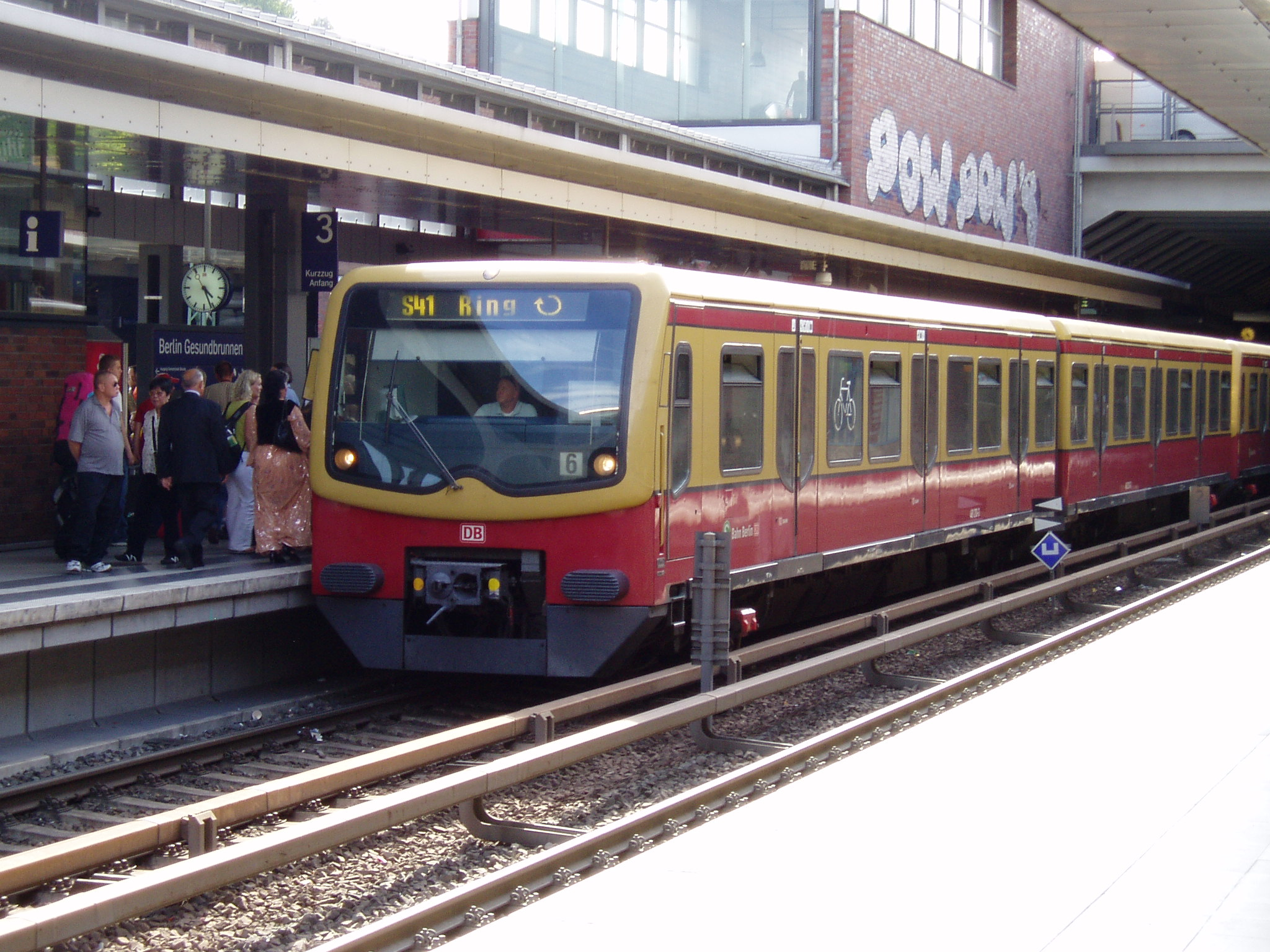
S-Bahn dans la gare en 2009
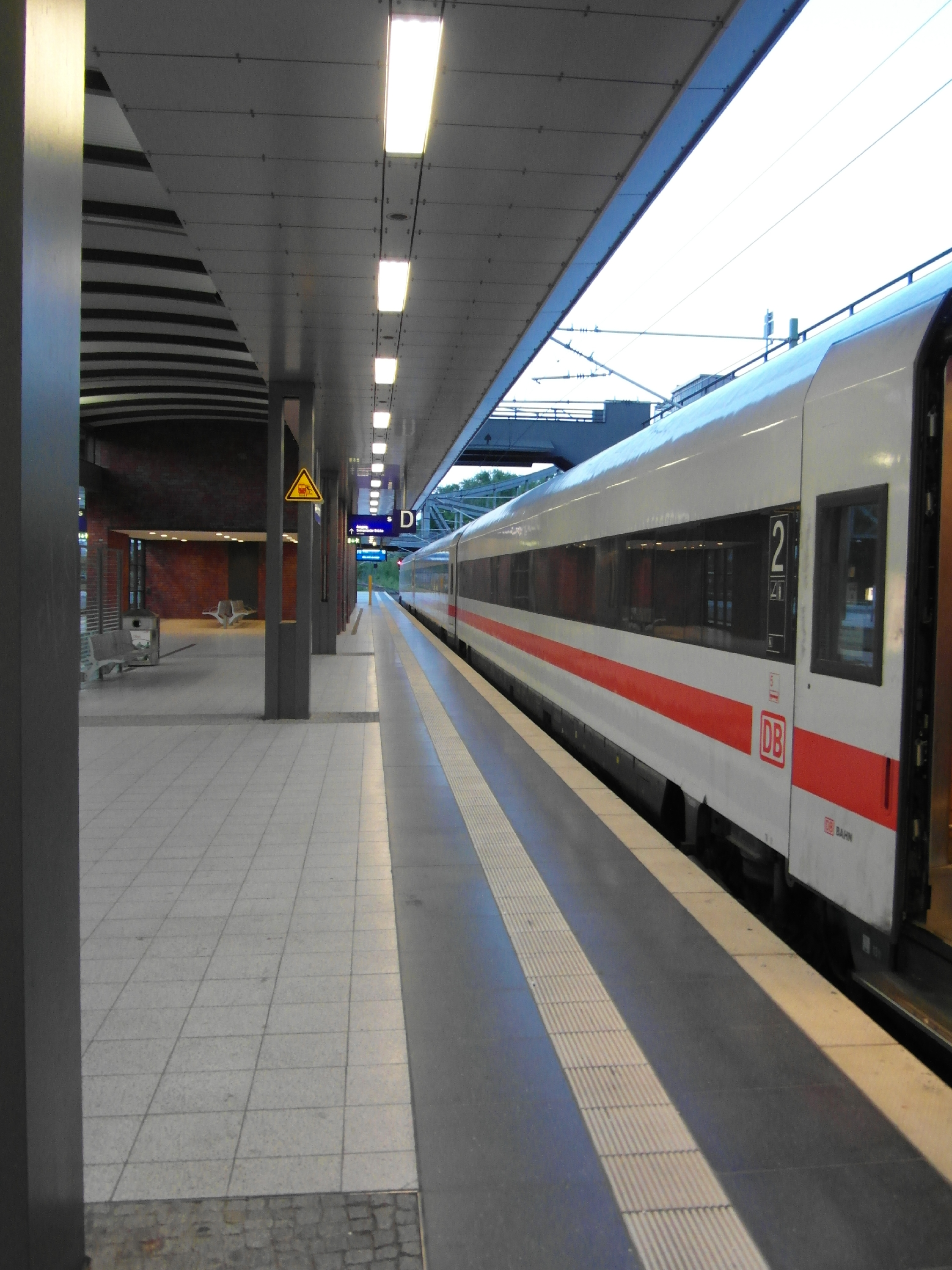
ICE en gare en 2012